# Thomas Summersgill
Thomas Summersgill (ur. ok. 1872 w Leeds, zm. 1951) – brytyjski kolarz torowy, dwukrotny medalista mistrzostw świata.

## Kariera
Największy sukces w karierze Thomas Summersgill osiągnął w 1899 roku, kiedy zdobył złoty medal w sprincie indywidualnym amatorów podczas mistrzostw świata w Montrealu. W tej samej konkurencji zdobył również brązowy medal na rozgrywanych rok wcześniej mistrzostwach świata w Wiedniu, gdzie wyprzedzili go tylko dwaj Niemcy: Paul Albert i Ludwig Opel. Ponadto zdobył łącznie 38 krajowych tytułów, w tym mistrzostwo Irlandii w wyścigu na 1 milę w 1895 roku, mistrzostwo Anglii na tym samym dystansie w 1897 roku i na ćwierć mili w 1898 roku. Nigdy nie wystąpił na igrzyskach olimpijskich.